# Iris tenuissima
Iris tenuissima är en irisväxtart som beskrevs av William Rickatson Dykes. Iris tenuissima ingår i släktet irisar, och familjen irisväxter. Inga underarter finns listade i Catalogue of Life.